# (7022) 1992 JN4
A (7022) 1992 JN4 a Naprendszer kisbolygóövében található aszteroida. Ueda Szeidzsi és Kaneda Hirosi fedezte fel 1992. május 2-án.